# Flughafen Avaré/Arandu

i7
i11
i13
Der Regionalflughafen Comandante Luiz Gonzaga Lutti (portugiesisch Aeroporto Regional Comandante Luiz Gonzaga Lutti, ICAO-Code: SDRR) ist der Flughafen von Avaré und Arandu im Bundesstaat São Paulo.

## Geschichte
Der Flughafen wurde 1990 eröffnet.
Am 15. Juli 2021 gewann das Konsortium Rede Voa eine Konzession zum Betrieb des Flughafens für 30 Jahre.

## Fluggesellschaften und Ziele
Derzeit (2023) werden keine Linienflüge von oder nach Avaré/Arandu angeboten.

## Verkehrszahlen
Im Jahr 2019 verzeichnete der Flughafen 560 Flugbewegungen. Dabei wurden 1.137 Passagiere befördert.